# Furnas (Povoação)
Furnas é uma freguesia rural açoriana do município da Povoação,  com 70,20 km² de área e 1399 habitantes (censo de 2021). A sua densidade populacional é 19,9 hab./km².
Localiza-se a este de Ponta Delgada e Lagoa e sudeste de Ribeira Grande. Confronta com o Oceano Atlântico a sul e montanhas a norte.

## Descrição
As principais atividades económicas são a agricultura e turismo.
As Furnas são muito conhecidas pelas suas águas termais, nomeadamente as caldeiras, a Poça da Beija e piscinas térmicas. Para além disso as Furnas são conhecidas pelo Hotel Terra Nostra constituído por uma piscina natural de águas termais e um magnifico jardim botânico, o Parque Terra Nostra e ainda também se pode visitar o parque natural onde se encontra alguns animais e algumas espécies de plantas. Também é nas Furnas que se encontra uma lagoa, a Lagoa das Furnas.
São também tradicionais das Furnas, os bolos lêvedos e o curioso cozido onde os ingredientes são cozinhados debaixo da terra sob o calor dos vulcões (a carne demora cerca de 5 a 6 horas e o bacalhau cerca de 3 a 4 horas). Este facto faz salientar um requintado sabor.
Esta localidade possui uma das maiores e mais diversificadas coleções botânicas do arquipélago.

## Demografia
A população registada nos censos foi:

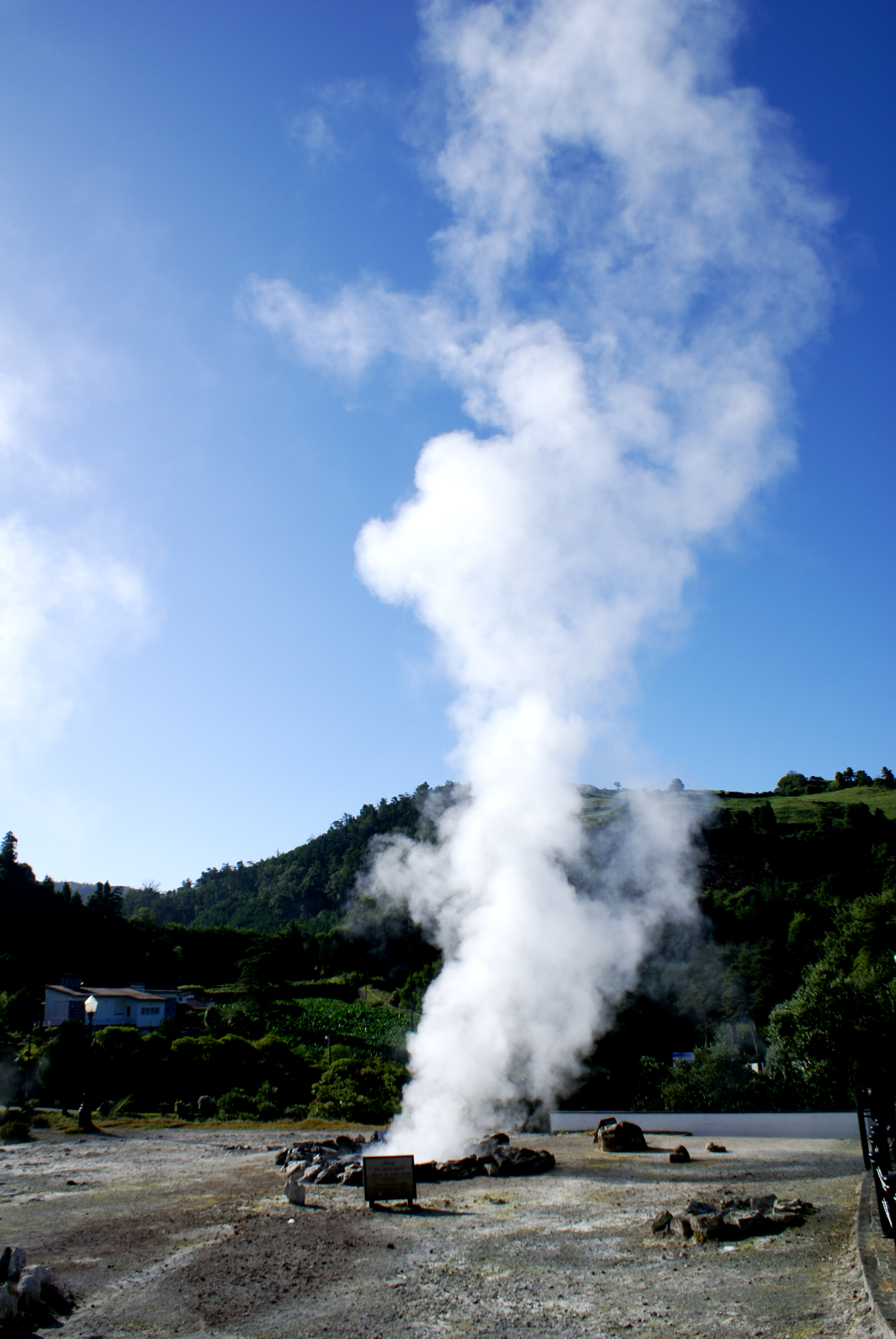
Caldeira, Vale das Furnas.

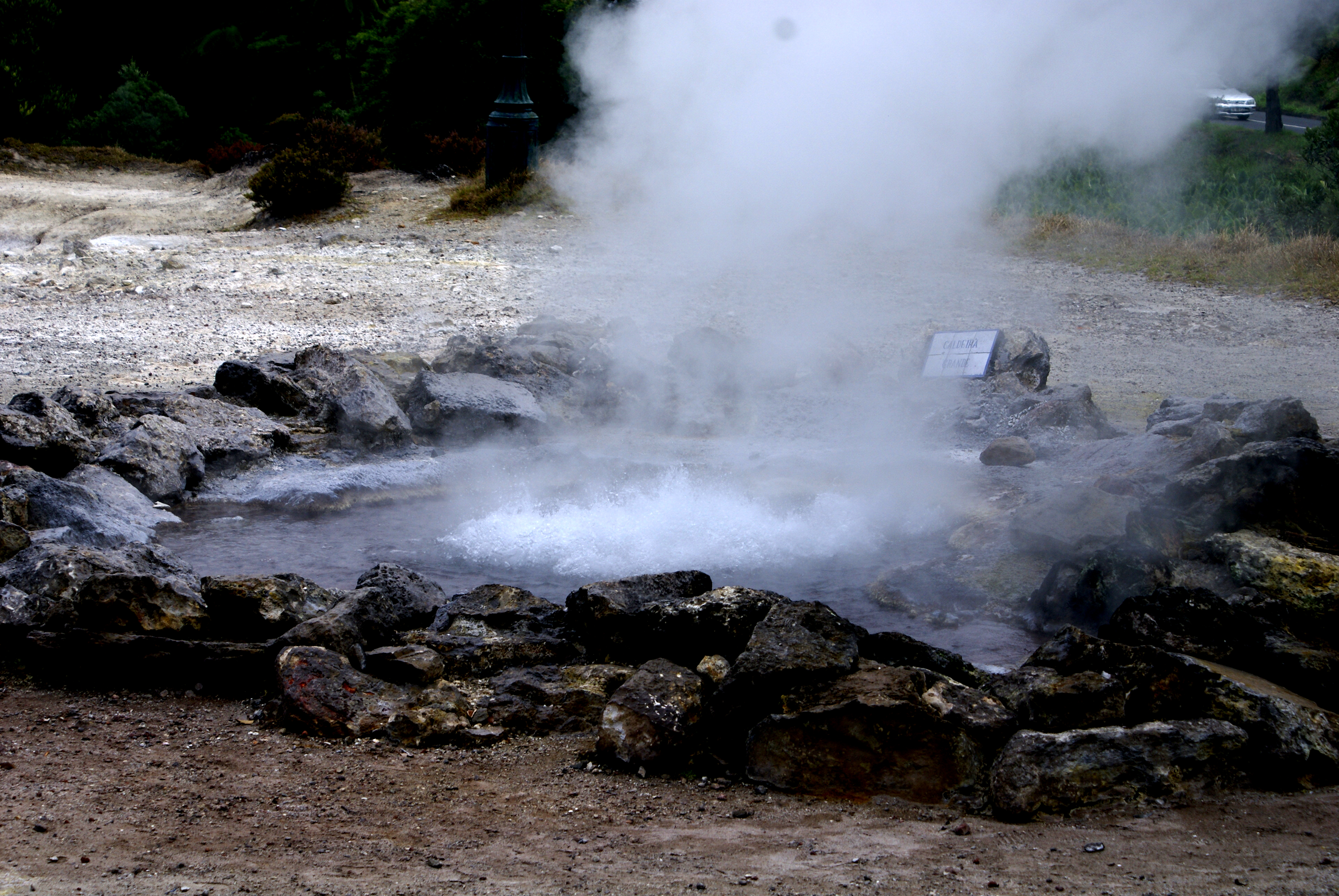
Caldeira a Ferver.

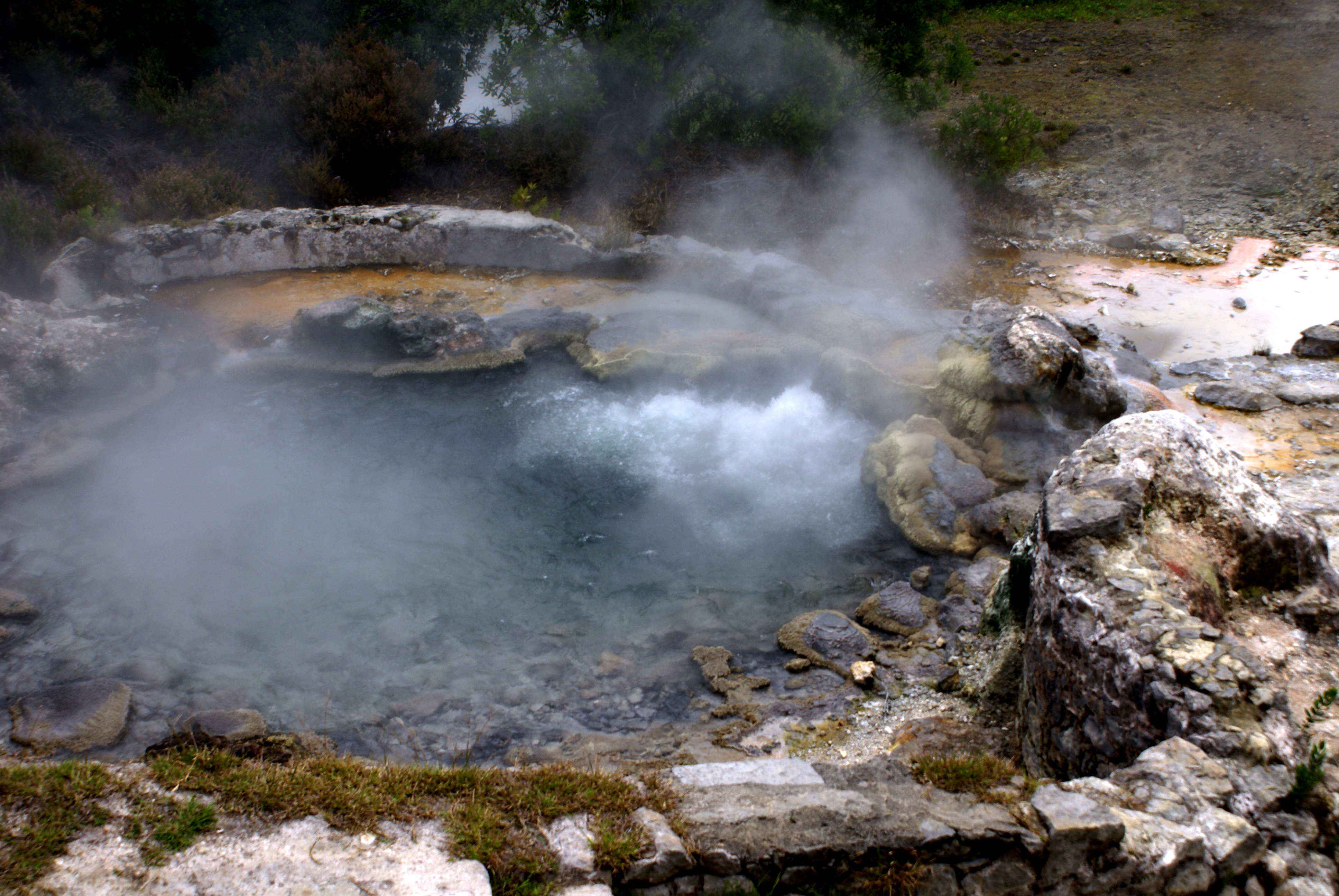
Caldeira fervendo.

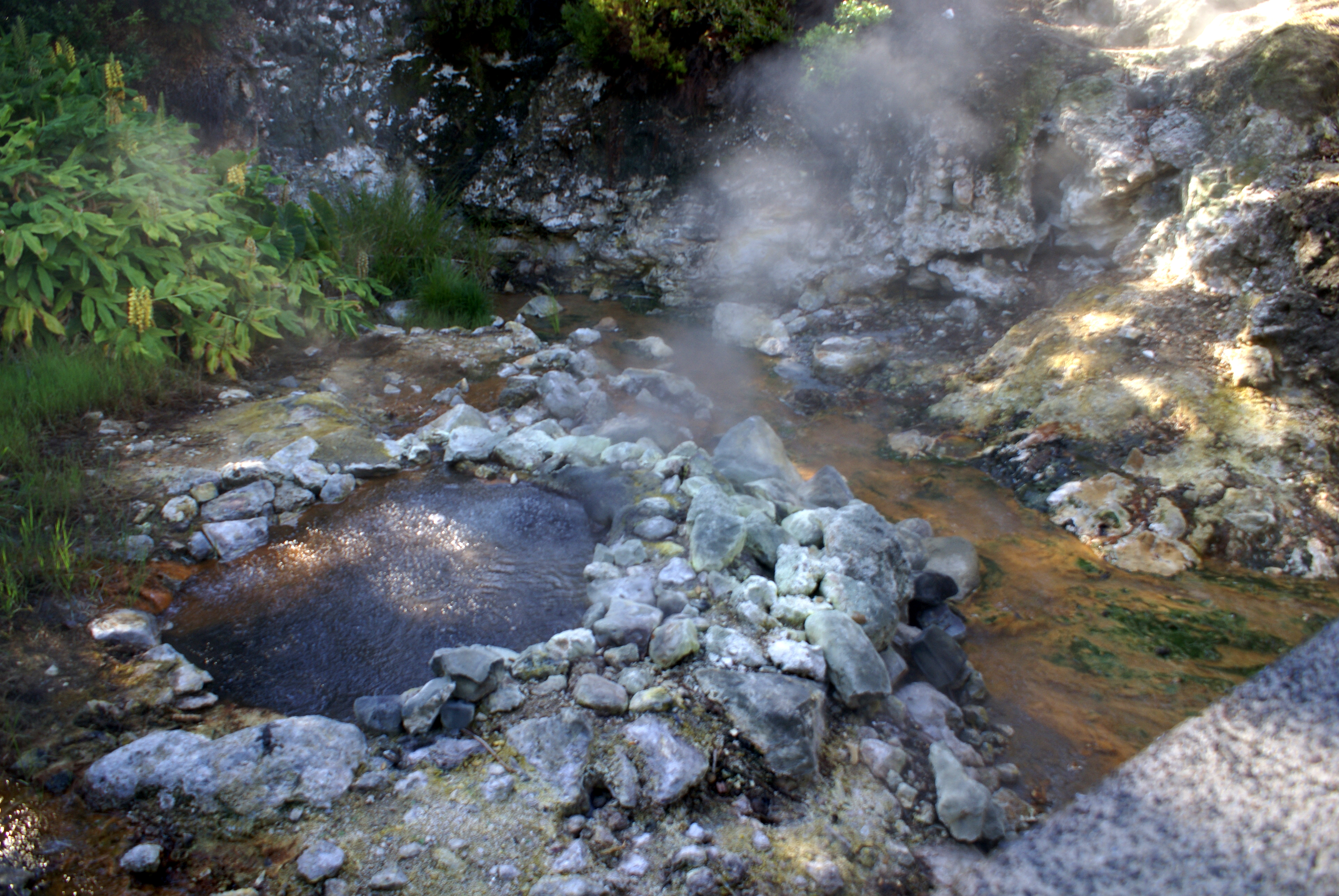
Caldeira e riacho.

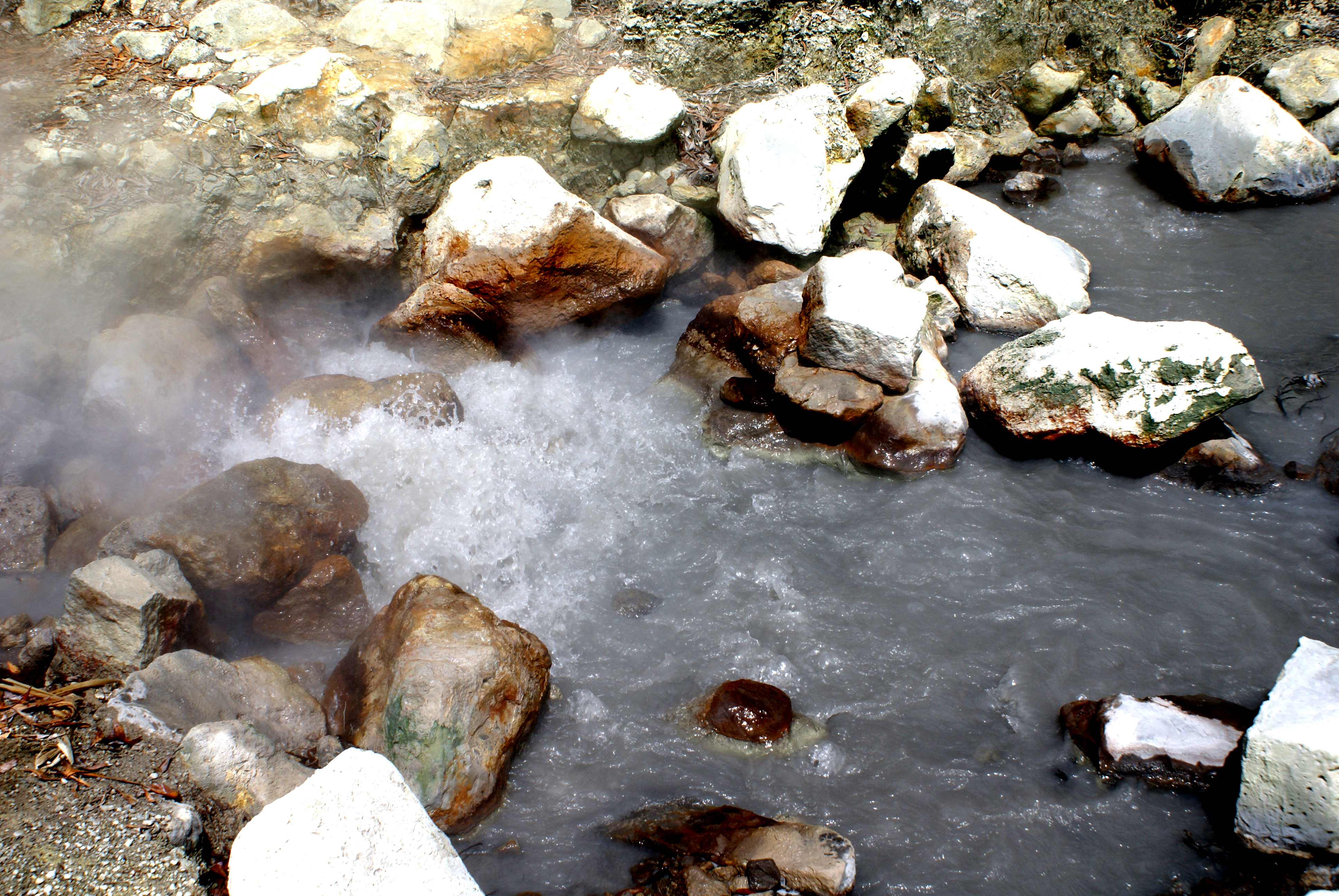
Furnas, Zona de cozidos.

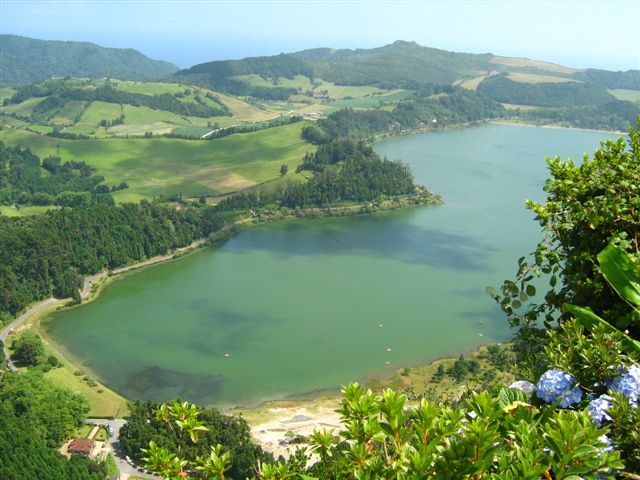
Lagoa das Furnas, ilha de São Miguel, Arquipélago dos Açores, Portugal.

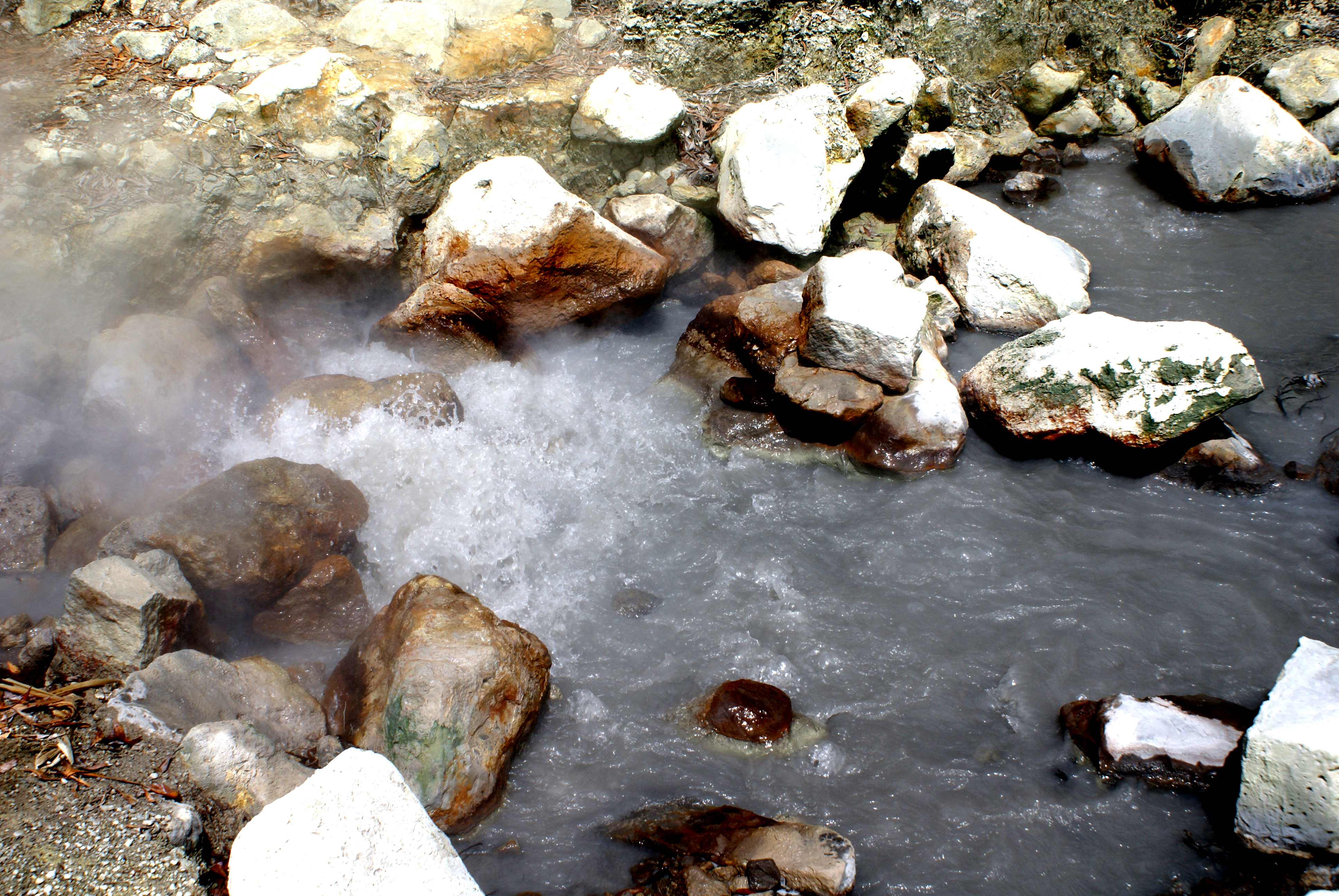
Furnas, Zona de cozidos.

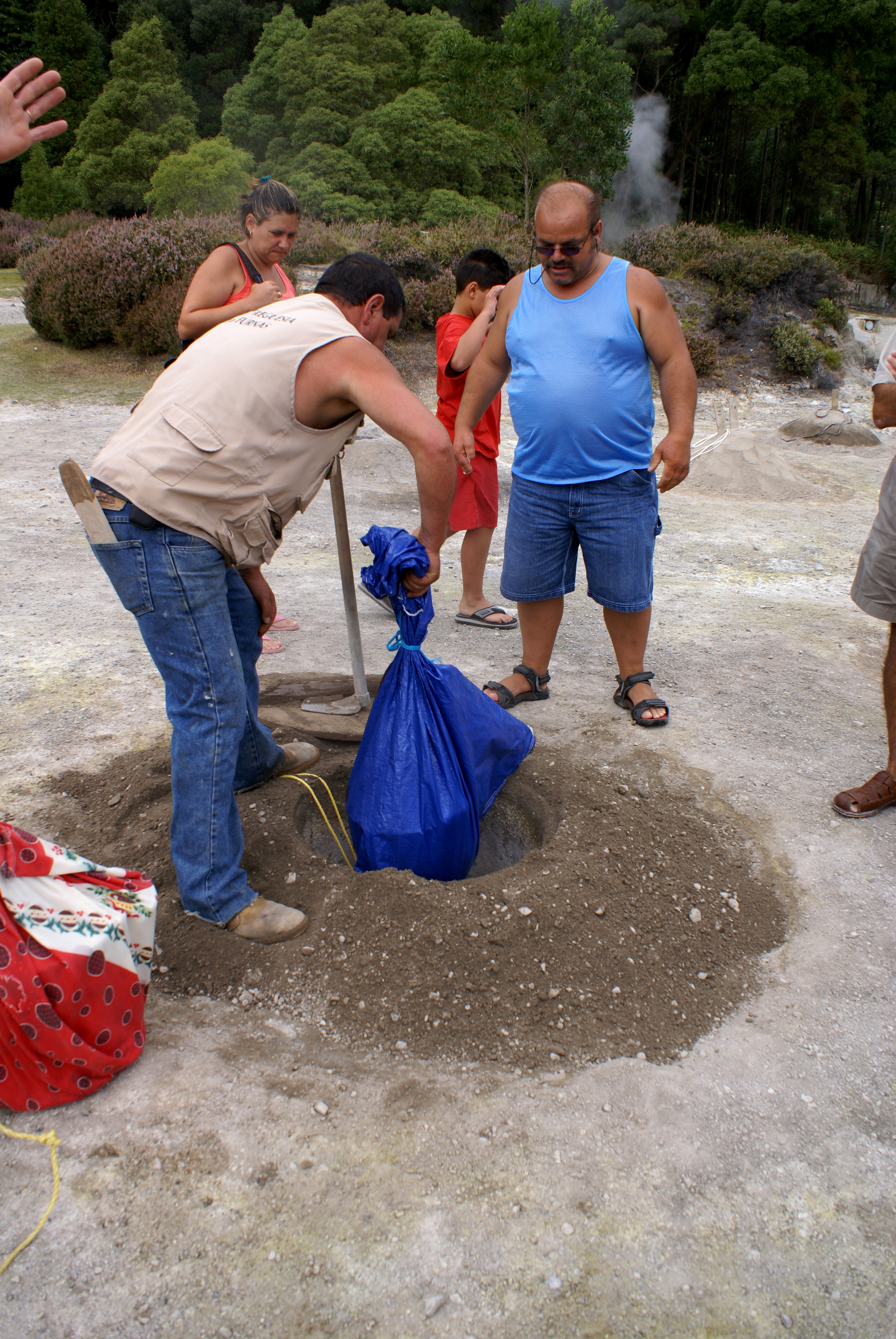
Introdução do cozido na terra vulcânica onde o mesmo se irá cozer.

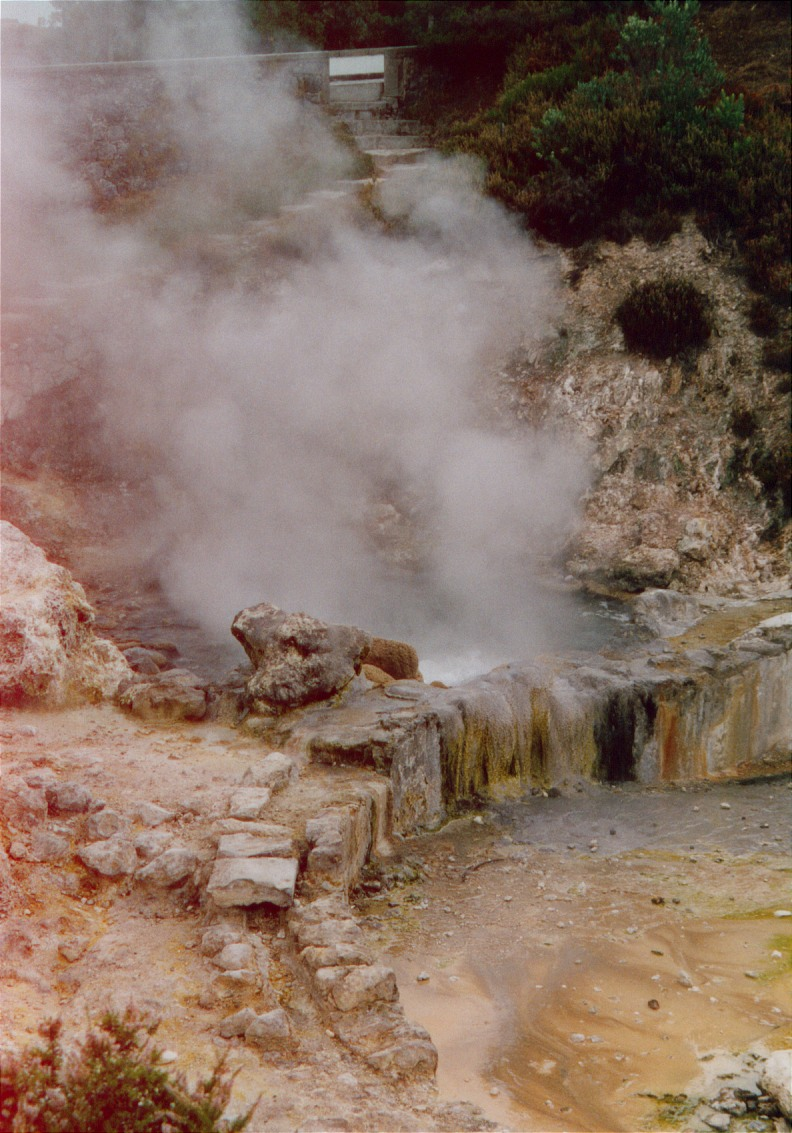
Furnas.

| Distribuição da População por Grupos Etários | Distribuição da População por Grupos Etários | Distribuição da População por Grupos Etários | Distribuição da População por Grupos Etários | Distribuição da População por Grupos Etários |
| -------------------------------------------- | -------------------------------------------- | -------------------------------------------- | -------------------------------------------- | -------------------------------------------- |
| Ano                                          | 0-14 Anos                                    | 15-24 Anos                                   | 25-64 Anos                                   | > 65 Anos                                    |
| 2001                                         | 313                                          | 250                                          | 737                                          | 241                                          |
| 2011                                         | 248                                          | 193                                          | 786                                          | 212                                          |
| 2021                                         | 198                                          | 180                                          | 813                                          | 208                                          |

### História
A área do Vale das Furnas foi, com a sua abundância de cedros, importante na reconstrução de várias localidades após a "subversão de Vila Franca" no ano de 1522, de entre as quais Vila Franca, Maia e Ponta Garça.
No ano de 1553, e devido ao grande desbaste de árvores que quase levou à destruição total do bosque do Vale das Furnas, foram mandados semear alguns pinheiros na área por ordem do capitão donatário Manuel da Câmara.
Mais tarde, no ano de 1577, o capitão donatário Rui Gonçalves da Câmera mandaria abrir três caminhos como forma de comunicação com Ponta Garça, Povoação, Vila Franca e Maia. Estas estradas, ou veredas, por serem muito estreitas e compridas eram denominadas riscos, ficando o caminho que ía do vale a Vila Franca conhecido como o risco de Vila Franca.
Os donatários começaram depois a mandar apascentar os seus gados no vale, seguindo-se outros proprietários. Dentro poucos anos os caminhos do vale eram percorridos pelos donos dos rebanhos e os pastores construíam algumas habitações de ramos de árvores.
O capitão donatário Manuel da Câmara, segundo de seu nome, e Governador da Ilha de São Miguel, agradado com a solidão do vale, mandou construir neste uma pequena casa, e uma ermidinha da invocação de Nossa Senhora da Consolação, no ano de 1613, tendo mandado construir ao lado desta ermida outra casinha, para onde foi residir um devoto criado seu que servia de sacristão e diariamente acendia a lâmpada da ermida. Foram pois estas moradas do capitão donatário as primeiras casas que se edificaram no vale.
Os eremitas que se estabeleceram no vale, num quarto oferecido pelo donatário Manuel da Câmara, construiram no ano de 1615 cabanas de taipa na contiguidade da Ermida de Nossa Senhora da Consolação.
A ermida e o convento, fundado pelos eremitas, viriam a ser destruídos em consequência da erupção que ocorreu no vale no ano de 1630, levando os eremitas a procurarem outro sítio para se instalarem, tornando o vale a ficar despovoado, já que até os pastores não o penetravam mais.
Depois da erupção o mato cresceu com mais força e a terra tornou-se mais fértil. Os padres Jesuítas viriam a estabelecer uma residência, com um oratório, uma pequena ermida da invocação de Nossa Senhora da Alegria, nos terrenos que possuíam no vale, parte por compra ao capitão donatário, parte por doação. Alguns moradores da Ponta Garça, Povoação e Vila Franca, e muitos mais da Maia mudaram-se para o vale, os quais, antes de levarem as suas famílias, se albergaram nas grutas, que haviam feito os eremitas no tufo da rocha, para passarem horas de oração e penitência.
No ano de 1642, o Corregedor Comarca das Ilhas dos Açores, aquando de uma viagem à ilha de São Miguel, recomendaria à Câmara de Vila Franca que melhorasse os caminhos do vale e que promovesse o aumento daquela povoação. No entanto, estes são viriam a ser melhorados no ano de 1682 para 1683, em grande parte, devido aos donativos oferecidos por um dos distintos progenitores do senhor Barão das Laranjeiras.
Piratas argelinos, no ano de 1679, viriam a desembarcar no Portinho do Agrião, seguindo depois para a Ribeira Quente, e de seguida viriam a roubar alguns carneiros do vale.

## Caracterização das Furnas

### Rede de Estradas e Caminhos
As características específicas de cada uma das vias que integram na rede viária constam do Decreto Legislativo Regional n.º 18/2003/A de 9 de Abril. Neste decreto estão constituídas servidões administrativas que definem as larguras das vias:
- Nas Estradas Regionais de 1.ª, uma faixa com uma largura de 15 metros para cada lado do limite da via;
- Nas Estrada Regionais de 2.ª, uma faixa com uma largura de 10 metros para cada lado do limite da via;
- Nas Estradas e Caminhos Municipais, uma faixa com largura de 6 ou 4,5 metros para cada lado do limite da via.

A rede viária existente na área de estudo inclui vias de tipologia, estrutura de pavimento, largura e estado de conservação variados. No que se refere à tipologia, encontram-se na zona em estudo, vias de nível regional, estradas municipais, caminhos de acesso local e caminhos de acesso às zonas de pastagens.

### Rede de Trilhos Pedestres
A construção de percursos pedestres vocacionados para o Turismo de Natureza, constitui uma maneira de olhar para o espaço com enormes impactes ambientais positivos.
Foi proposta (2007), uma faixa de proteção de 10 metros para cada lado do eixo de via do trilho, para cada um dos percursos pedestres oficiais de São Miguel, em simultâneo da Freguesia das Furnas, o que irá estabelecer em simultâneo um perímetro de proteção dos trilhos, caso esta proposta seja aceite legalmente.
Na freguesia das Furnas o Trilho pedestre Parque Terra Nostra/ Lagoa das Furnas e o Trilho pedestre Pico do Ferro/ Caldeiras da Lagoa das Furnas, são dos percursos mais conhecidos da ilha.

### Infraestruturas de saneamento básico
As variadas Nascentes existentes na freguesia alimentam a maioria dos cursos de água desta parte da ilha e estão dispersas pela maior parte da freguesia, nomeadamente na zona Nordeste desta.
Segundo o Decreto-Lei n.º 23/95 de 23 de Agosto, as condutas adutoras com diâmetros superiores a 200 mm, devem ter uma faixa de proteção com 6 metros de largura, portanto corresponde a 3 metros para cada lado dos eixos das respetivas condutas.
São estas as condutas que transportam a água da fonte (nascente) para a estação de tratamento.

## Caracterização sócio-económica
Neste capítulo procede-se à caracterização Sócio – Económica da área abrangida pela freguesia das Furnas, de acordo com a Proposta de Plano Diretor Municipal de Povoação.

### População e território
De acordo o Censo de 2001, a população residente na freguesia de Furnas é de 1541 pessoas, valor que traduz um decréscimo relativo a anos anteriores.
A freguesia em questão, demonstra um ligeiro crescimento entre 1900 e 1911, registando um ligeiro decréscimo em 1920 e novamente um crescimento até 1950, entrando, em seguida, em acentuado declínio até 2001.
Em comparação com as outras freguesias do Concelho, esta é uma das freguesias mais populosas.
As sociedades modernas vêm registando importantes mudanças nas estruturas familiares, quer em termos de dimensão, quer de composição.
Ao longo da da última década, o número de famílias existentes na Freguesia das Furnas tem vindo a diminuir, nomeadamente, desde 1970.
O valor máximo atingido de número de famílias residentes na freguesia ocorreu em 1960, as quais atingiram um valor de 758 famílias. Este valor tem vindo a diminuir desde aí, atingindo em 2001 um total de 462 famílias residentes na freguesia. Como o número de habitantes da freguesia diminuiu nesta época é a razão pela qual se verifica este decréscimo.

### Atividade económica
Na freguesia em questão são desenvolvidas atividades tanto a nível do Setor Primário, Secundário com do Setor Terciário, dentro destas destacam – se:
- Setor Primário: Agro – pecuária; produção de inhames, viveirismo; floricultura.
- Setor Secundário: Produção de águas minerais e de mesa, artesanato e Construção Civil
- Setor Terciário: Comércio, Restauração, Hotelaria e Turismo.

Um dos pratos mais servidos na freguesia é o “Cozido Das Furnas”, o qual é cozinhado com o calor geotérmico, abundante nesta freguesia.
A restauração é uma enorme contribuição para o equilíbrio da economia da freguesia.
A unidade hoteleira responsável pela atividade de Hotelaria é o Hotel Terra Nostra, o qual tem a categoria de 3 estrelas.
O Vale das Furnas constitui um importante local pitoresco de atração turística da ilha de São Miguel, logo a atividade turística tem um peso importante na economia desta freguesia.
São vários os pontos atrativos capazes de se tornarem boas e agradáveis recordações dos seus visitantes, nomeadamente:
- A Lagoa das Furnas, envolta por bonitas e floridas margens que proporcionam momentos de repouso e de lazer de verdadeira tranquilidade e romantismo;
- As Caldeiras, zona de manifestações de vulcanismo ativo, onde de várias bocas brotam géisers de água fervente e lamas medicinais e onde existe uma série de bicas vertendo águas minerais de diversos sabores e temperatura, o que faz das Furnas uma das mais ricas regiões hidrológicas da Europa;
- Uma Estação Termal, com a assistência permanente de um médico especialista, faz o aproveitamento medicinal das lamas e águas termais;
- O Parque Terra Nostra, anexo ao hotel do mesmo nome, um dos mais belos jardins de S. Miguel do século XVIII, onde um minucioso traçado de sinuosos caminhos, ladeia artísticos lagos e atravessa alamedas verdadeiramente espectaculares de coloridas flores exóticas e de árvores centenárias de grande valor botânico;
- O Miradouro do Pico do Ferro, sobranceiro à lagoa, donde se vislumbra toda a deslumbrante beleza do Vale das Furnas que, de outro ângulo, poderá também ser apreciada do Miradouro do Salto do Cavalo, juntamente com uma boa panorâmica sobre a Vila da Povoação;
- Campo de Golfe das Furnas: situa-se numa área fora do perímetro urbano, ocupada há algumas décadas por um campo de golfe de 18 buracos e com Club-House e instalações acessórias, função animação complementar ao alojamento hoteleiro, portanto esta é uma Zona Turística.

## Caracterização biofísica

### Caracterização climática
O clima nas Furnas, tal como nos Açores em geral, é fortemente influênciado pela presença constante da corrente quente do Golfo que dá origem a uma atmosfera quente e húmida, com frequente nebulosidade e pequena amplitude térmica anual. Por outro lado, a existência de superfícies frontais, devidas à presença, em altitude, da massa de ar polar marítimo, em deslocação para Sul no Inverno, e da massa de ar tropical quente e húmida, que se desloca para Norte no Verão, são responsáveis pela frequente pluviosidade que se regista ao longo de todo o ano. A presença do designado Anticiclone dos Açores, em especial a variação da sua posição e intensidade, condiciona as frequentes mudanças do estado do tempo.
Os valores que serviram de referência para analisar detalhadamente o clima da freguesia das Furnas, foram recolhidos a partir da Estação Meteorológica das Furnas, localizada a 290 metros de altitude, com latitude de 37º46’ Norte, com longitude 25º19’ Oeste, durante o período de 1979 a 1990;
A temperatura do ar, na freguesia em estudo, não varia muito ao longo do ano, possibilitando à população residente, bem como aos turistas, um ambiente agradável.
Durante o Inverno a temperatura varia entre os 10-16 °C. Relativamente ao Verão a temperatura é amena, variando entre os 20- 25 °C.
A Ilha de São Miguel apresenta um clima com características nitidamente atlânticas onde é possível identificar duas estações bem diferenciadas pelo regime pluviométrico, nomeadamente de Outubro a Março e de Abril a Setembro, logo a freguesia das Furnas não é exceção.
Em nenhum mês do ano se verifica, nas Furnas, ausência de precipitação, esta manifesta-se sob a forma de chuviscos (massa de ar tropical quente e húmido) ou de aguaceiros (massa de ar polar marítima).
A pluviosidade é mais intensa e frequente entre os meses de Janeiro – Março e Setembro – Dezembro, ou seja no Inverno e Outono, no entanto esta também predomina no resto do ano mas com menos intensidade.
A humidade relativa do ar em São Miguel é caracterizada pela regularidade dos valores médios ao longo do ano.
O desenvolvimento e distribuição espacial da variável humidade relativa do ar é acompanhando da evolução da altitude e a densidade da vegetação ou seja, quanto mais alta e rica em vegetação for uma freguesia, maior será a sua Humidade relativa do ar, o que é o caso da freguesia das Furnas pois esta é muito rica em vegetação e situa-se numa considerável altitude.
Não existe grande variação da humidade relativa do ar entre os meses de Inverno e os de Verão, pois esta está presente durante todo o ano,  na freguesia em estudo.
Os valores mínimos e máximos de humidade relativa do ar modelados às 09 horas do dia ao longo do ano são de 80% e 88%, respectivamente. Relativamente às 18 horas do dia os valores mínimos e máximos de humidade relativa do ar registados ao longo do ano são de 88% e 92%, respetivamente.

### Análise fisiográfica
A área relativa à freguesia das Furnas apresenta diferenças de altitude em toda a sua superfície, pois a área em estudo apresenta um carácter bastante montanhoso, ou seja, morfologia acidentada.
A zona relativa à área de urbanização e arredores da Lagoa apresentam valores de baixa altitude, assumindo apenas 80 metros. A Altitude máxima registada na freguesia é de 702 metros relativa ao Pico do Buraco.
Na carta Hipsométrica podemos visualizar as zonas de maior e menor altitude, sendo as de menor altitude as zonas mais claras e de maior altitude as áreas ilustradas a mais escuro. Na carta Hipsométrica podemos então classificar a área de estudo com uma altitude elevada nas zonas  a nordeste da freguesia e achada das Furnas. Por outro lado, são as zonas vizinhas da Lagoa e urbana as de baixos valores de altitude.
A orientação da encosta de uma determinada área está diretamente relacionada com a distribuição e ocorrência de vegetação.
Segundo a Carta de Orientação da Encosta da freguesia em estudo pode – se observar que as diferentes as orientações abrangem zonas da freguesia da mesma ordem.
Analisando a carta de Declives de Encosta, podemos afirmar que a área abrangida pela freguesia das Furnas apresenta declives nomeadamente entre  os 19 e 38 %. Portanto podemos classificar a área em estudo como bem declivosa e acidentada, nomeadamente na zona vizinha da Lagoa e a Nordeste da freguesia.

### Caracterização geológica
Com base na carta geológica conclui-se que, a norte da freguesia, encontram- se rochas eruptivas, nomeadamente basalto. Outras rochas eruptivas encontram-se também distribuídas pela restante área da freguesia, sobretudo Basalto Moderno, Traquitos e Líticos.
Na zona vizinha da área da Lagoa da freguesia em estudo, encontram-se uma cratera vulcânica.
Portanto podemos concluir que a área de estudo é rica em materiais vlucânicas, constituindo uma pitoresto local geológico.
Há cerca de 800 mil anos, a ilha de São Miguel era constituída pelos materiais emitidos pelos Vulcões do Nordeste e da Povoação.
Os principais fenómenos eruptivos que determinaram a formação da área objecto do presente trabalho processaram-se de acordo com a seguinte sucessão:
- Por volta da data anteriormente referida, seguiu-se o aparecimento de um aparelho muito importante – o Vulcão das Furnas, de caldeira múltipla. Esta faixa é relativamente aplanada e apresenta um menor declive em direção à linha de costa, fruto da influência dos mantos lávicos produzidos ao nível dos cones de escórias.
- As primeiras emissões deste aparelho forma de natureza basáltica e, tal como na Povoação, processaram-se ao longo das grandes fraturas dedutíveis de massas filonianas costeiras.
- O estratovulcão das Furnas desenvolveu-se rapidamente, passando de episódios basálticos para erupções traquíticas. Neste tipo de erupções predominaram as de estilo pliniano, conduzindo ao abatimento da caldeira do vulcão mencionado, onde hoje se localiza a freguesia (depressão rodeada de escarpas muito ravinadas, bastante erodidas).

Para compreender melhor as erupções do Vulcão das Furnas é fundamental referenciar a Litologia de Furnas.
O Complexo Vulcânico das Furnas é essencialmente composto por: domos traquíticos, cones de bagacina, piroclastos basálticos,  escoadas ricas em pedra-pomes e cinzas traquíticas, basaltos e cones de escórias.
Atualmente a atividade do vulcão das Furnas limita-se ao funcionamento de fumarolas e caldeiras naturais.

### Tectónica
O aparecimento e desenvolvimento das várias fases vulcânicas do Vulcão das Furnas deve-se à existência de movimentos téctonicos interativos que no seu todo ainda são pouco conhecidos.
A sismicidade da freguesia das Furnas encontra-se naturalmente relacionada com os diferentes tipos de falhas anteriormente descritos. No entanto, existem outras situações que estimulam a sismicidade na ilha de S. Miguel, incluindo também a freguesia das Furnas:
(a)Sismos Tectónicos:
- fraturas profundas, não aflorantes;
- fraturas superficiais;
- fraturas submarinas a sul das Furnas e da Povoação;
- fraturas radiais e concêntricas dos estratovulcões potencialmente ativos.
(b)Sismos vulcânicos:
- fraturas onde se movimentam massas magmáticas ascencionais;
- estruturas de fraturas compostas onde se desenvolvem apenas reajustamentos que induzem alterações magmáticas a várias profundidades.
A área das Furnas está sob a influência de dois epicentros principais. O primeiro situa-se numa depressão submarina de orientação Nordeste/ Sudoeste, a Sul de S. Miguel, e que origina sismos violentes que atingem o grau X da Escala de Mercalli. O segundo, situado entre os vulcões da Serra de Água de Pau, Furnas e Povoação, origina sismos mais moderados que não ultrapassam em geral o grau da mesma escala.

### Riscos geológicos
Dos riscos geológicos conhecidos, salientam-se os movimentos de massa, as cheias e enxurradas e riscos vulcânicos e sísmicos, aqueles que mais impacto têm na população de hoje em dia, nomeadamente dos Açores, destacando a ilha de S. Miguel.
As ilhas dos Açores estão sujeitas à ocorrência de movimentos em massa de origem e tipologias diversas, acentuados pelas características morfológicas e litológicas dos terrenos, da rede de drenagem e da ocupação do solo.
O perigo de movimentos em massa nos Açores é bastante elevado, designadamente nas Flores, Faial e S. Miguel tendo em atenção a frequência com que se registam e a magnitude que muitas vezes evidenciam.
Em termos gerais pode dizer-se que os flancos dos vulcões centrais, as paredes de caldeiras, as vertentes das linhas de água, em particular das mais encaixadas são as zonas que cedem maior perigo. Este tipo de fenómeno ocorre fundamentalmente em zonas cobertas por materiais piroclásticos. Daí a freguesia em estudo, Furnas, situada numa das áreas de maior perigo dos Açores – S. Miguel – é considerada uma zona de elevado risco geológico no que diz respeito ao movimento das massas.
As restantes ilhas também têm sido alvo de importantes movimentos de massa, quer associados a terramotos ou a erupções vulcânicas, quer gerados na sequência de condições meteorológicas extremas ou simples processos de erosão costeira.
As zonas de São Miguel mais afetadas por estes fenómenos são, evidentemente, as zonas costeiras. No entanto, apesar da freguesia das Furnas, se situar no interior da ilha, não deixa de ser alvo deste episódio, uma vez que esta é uma área rica em ribeiras e nascentes que durante o Inverno têm a probabilidade de aumentar o seu nível de caudal, se considerarmos o nível de pluviosidade predominante na freguesia durante a referida estação do ano.
Em Portugal, atualmente a zona de maior atividade vulcânica é o Arquipélago dos Açores, constituídos por nove ilhas vulcânicas que emergem da denominada Plataforma dos Açores. Sob o ponto de vista geoestrutural a região encontra-se na zona de influência da junção tripla definida pelas placas litosféricas Euroasiática, Africana e Americana.
Assim, e devido ao seu enquadramento geodinâmico, o arquipélago tem sido palco, ao longo do tempo, de importante actividade sísmica e vulcânica.
As ilhas de S. Miguel, Terceira, Graciosa, Faial e Pico apresentam importantes manifestações de vulcanismo secundário, nomeadamente com a presença de campos fumarólicos, nascentes termais e de água gasocarbónica e de áreas de desgaseificação difusa, como é o caso da freguesia das Furnas.
Relativamente à ilha de S. Miguel, esta é constituída por três vulcões trácticos: Sete Cidades, Fogo (Água de Pau) e Furnas.
O Vulcão das Furnas, é um dos três vulcões centrais ativos da ilha de S. Miguel.
O vulcão das Furnas é o que se situa mais a Este do arquipélago e é considerado por vários investigadores como um dos vulcões mais perigosos dos Açores. É aparentemente o vulcão mais novo dos vulcões centrais de São Miguel. Do ponto de vista topográfico pode ser considerado como o menos impressionante da ilha de São Miguel, pelo facto de não apresentar um cone “cinder” distinto.
Atualmente as manifestações vulcânicas do Vulcão das Furnas são marcadas pela presença de quatro campos fumarólicos principais e de várias nascentes termais e de águas gasocarbónicas, evidenciando o sistema hidrotermal que lhe está associado. No interior da caldeira regista-se uma intensa desgaseificação difusa através dos solos que abrange grande parte da área habitacional da freguesia das Furnas, objeto em estudo.
Caracterização Geomorfologica
Geomorfologia e Rede hidrográfica
Geomorfologia
Sob o ponto de vista geomorfológico dividimos a ilha, de oeste para leste, nos seguintes conjuntos paisagísticos:
1.Maciço das Sete Cidades;
2.Plataforma dos Picos;
3.Maciço da Lagoa do Fogo;
4.Achada do Congro-Furnas;
5.Maciço das Furnas;
6.Maciço da Povoação;
7.Região da Tronqueira e do Nordeste;
8.Plataforma litoral do Norte.
O maciço das Furnas, corresponde ao vulcão presente na freguesia em estudo, corresponde a um complexo estratovulcão onde a geração da caldeira se tem processado ao longo de diversas fases.
A geomorfologia do Vulcão das Furnas caracteriza-se pela presença de uma grande depressão central, que a Este intercepta a caldeira de colapso do Complexo Vulcânico da Povoação e a Oeste encosta ao planalto da Achada das Furnas. O edifício é marcado por um extenso flanco a Norte e um curto e abrupto flanco a Sul.
O interior da Caldeira das Furnas divide-se em duas grandes áreas: o Vale das Furnas, a norte e a Zona da Lagoa, a sul.
O maciço é recortado por inúmeras linhas de água. Nascentes termais e águas dos mais diferenciados tipos abundam neste conjunto vulcânico.
Ainda relativamente à geomorfologia do referido vulcão, as suas paredes interiores são quase verticais e constituídas por lavas, materiais piroclásticos e rochas eruptivas claramente identificáveis. Esta assimetria detetável no Vulcão das Furnas deve-se aos vigorosos fenómenos de colapso do setor sul do aparelho principal, segundo acidentes tectónicos com direção oeste-leste, dispostos em escadaria descendo para sul, e associados a complexas deformações locais.
As escarpas interiores das Furnas têm diversas idades e desníveis, os quais oscilam entre 100 e 250 metros.
Rede Hidrográfica
A freguesia das Furnas é composta por linhas de água fortemente dendriticas e uma lagoa, que constituem a uma paisagem vulcânica, a qual é muito apreciada por turistas. É das freguesias do Concelho da Povoação mais ricas em recursos hídricos.
A freguesia em estudo é muito rica em nascentes e ribeiras e algumas destas são captadas para abastecimento local.
Das ribeiras predominantes na freguesia em estudo (ribeiras quentes e amarelas), salienta-se as ribeiras quentes pois são as mais distribuídas pela freguesia.
Ecologia
A flora e a fauna do Arquipélago dos Açores apresentam particularidades únicas e incomparáveis aos restantes ecossistemas terrestres, sendo assim de grande importânçia para os naturalistas.
Atualmente existe uma grande preocupação em relação à conservação dos ecossistemas do Arquipélago dos Açores, pois muitas das espécies presentes nestes ecossistemas são únicas no Arquipélago. Especialmente vulneráveis, são as espécies endémicas raras que atualmente acabam por ocupar pequenos fragmentos de floresta nativa, estando muitas sob pressão de espécies invasoras ou exóticas.
A conservação da biodiversidade é uma tarefa difícil e que envolve custos elevados e meios escassos, o que dificulta a sua ação na prática. Apenas o conhecimento científico relativo a esta área, tais como, a ecologia das comunidades, genética e biologia de conservação, poderá levar a uma optimização da gestão e conservação da biodiversidade.
Flora
A freguesia das Furnas apresenta um dos mais completos catálogos botânicos vivos do país (ex: Parque Terra Nostra).Portanto a vegetação representa um símbolo para a freguesia de Furnas, embora, o vulcanismo secundário e a Lagoa sejam considerados um ponto de referência para quem visita as Furnas, é importante referir que a vegetação também faz parte deste cartaz de visita. No entanto, definimos que, existem dois tipos de vegetação: a introduzida e a nativa. A História revela que as Furnas tinham uma natural riqueza florestal com grandes manchas verdes de floresta indígena.
São exemplos de vegetação nativa, cedros, urze, pau-branco, uva-da-serra, Louro, Faia-da-terra, entre outros.
Grande parte desta vegetação já não é avistada na freguesia pois esta foi se alterando ao longo dos anos com o povoamento da freguesia e, em simultâneo, com  a necessiadade de utilizar madeira para fins básicos.
A Conteira, O Gigante e Incenso são consideradas vegetação invasora(exótica).
A freguesia em estudo apresenta algumas espécies endémicas, como é o caso da Urze, consideradas por alguns autores relíquias de flora muito antiga, ou seja, como fósseis vivos, bem como uma flora exótica de países tropicais e frios, com árvores seculares de grande valor botânico. Entretanto, a vegetação exótica tem um considerável impacte negativo nos nossos dias e na freguesia em estudo, reduzindo a extensão de matas naturais presentes na freguesia.
A freguesia das Furnas ainda apresenta uma vegetação rica em arbustos, designada por Laurissilva, o Louro é um exemplo típico. Este tipo de vegetação não é comum apenas nesta freguesia, mas também em várias comunidades florestais presentes na ilha.

## Centro de Monitorização e Investigação das Furnas
O Centro de Monitorização e Investigação das Furnas (CMIF) integra uma intervenção mais alargada que articula, num único projeto e de forma transversal, os programas e ações do Plano de Ordenamento da Bacia Hidrográfica da Lagoa das Furnas (POBHLF), nomeadamente a requalificação das margens. Inaugurado a 1 de Julho de 2011, o CMIF assume, desde logo, um papel importante na tradução da linguagem científica para formas de disseminação de conhecimento, capazes de cativar os visitantes para uma melhor compreensão da Natureza, assim como para atividades lúdicas e de recuperação ecológica numa paisagem em constante transformação.
Situado na margem sul da Lagoa das Furnas, este projeto, da autoria do arqt.º Manuel Aires Mateus veio, numa outra perspetival, dar visibilidade à Lagoa das Furnas, desta feita numa vertente arquitetónica, além da ambiental/natural que lhe é normalmente atribuída. Nas palavras do próprio “foi concebido como uma escultura de pedra colocado na paisagem, tendo por base o enquadramento da matéria-prima no verde circundante e a capacidade de relacionar o basalto vulcânico da região com o ambiente natural que é a Lagoa das Furnas.” Esta relação entre materialidade e natureza foi recentemente distinguida com a atribuição do "Premio Internazionale Architetture di Pietra 2011 – XII edizione", na cidade italiana de Verona, que premiou a qualidade espacial e arquitetónica do projeto e a sua execução em pedra local, neste caso concreto o basalto.
O CMIF dispõe de uma área de acolhimento ao visitante onde é disponibilizada informação sobre a missão e objetivos do projeto, capaz de despertar a curiosidade e interesse em conhecer, de uma forma mais aprofundada, a recuperação do ecossistema do vale das Furnas. Este espaço contempla  um pequeno bar e loja na qual, através dos produtos de merchandising, promovemos a flora e fauna nativas.
A área destinada a exposição permite-nos “viajar” ao património natural que é o vale das Furnas e à sua lagoa, através de mecanismos interativos, ferramentas acessíveis aos utilizadores, plataformas multimédia e visitas guiadas. O visitante é conduzido à descoberta do ecossistema da lagoa através da caracterização da sua geologia e vulcanismo, ecossistemas lacustres e limnologia, hidrópole, fauna e flora nativas.
No auditório é possível visionar um pequeno documentário sobre o património natural das Furnas, a sua história e vivências, bem como o projeto que está em curso para a sua recuperação. Este espaço está também vocacionado para workshops, seminários, ações de formação, de educação e sensibilização ambiental.
Paralelamente, o CMIF dispõe de uma área de investigação, monitorização e desenvolvimento de projetos, da qual fazem parte, uma sala de trabalho, pequenos gabinetes de apoio e laboratórios de monitorização preparados para acolher os seus convidados. Estas áreas são dedicadas à implementação e gestão do Plano de Ordenamento da Bacia Hidrográfica da lagoa das Furnas que pretende, de um modo regrado e coerente, compatibilizar os usos e atividades com a proteção e valorização ambiental da bacia hidrográfica, sendo que o principal objetivo é a melhoria da qualidade da água da lagoa.
Complementarmente a este pólo principal de atividades, a zona envolvente engloba um conjunto de áreas exteriores, nomeadamente, zona de merendas e estadia, instalações sanitárias, parque de estacionamento e um amplo espaço verde com vista privilegiada sobre a Lagoa, onde os visitantes podem contemplar a paisagem e desenvolver atividades de lazer.

## Observatorio Microbiano dos Açores
O Observatório Microbiano dos Açores - OMIC - é um Centro de divulgação científica e tecnológica, que procura promover o conhecimento científico e o acesso às novas tecnologias.
O Observatório Microbiano dos Açores é uma entidade responsável pela promoção e divulgação da importância dos seres vivos microbianos no planeta Terra dando ênfase à biodiversidade Microbiana existente nas nascentes termais açorianas.
Tendo como tema principal os microrganismos, o OMIC pretende estimular o interesse pela ciência e tecnologia, tornando-a acessível ao grande público e em particular, aos jovens, uma vez que constitui apoio didático aos programas escolares, para além de ser oferta turística da região. O Observatório Microbiano dos Açores encontra-se instalado num imóvel com importante valor patrimonial e arquitetónico: antiga Casa de Banhos Termal - Chalé de Misturas, Furnas, numa zona central "Caldeiras", de fácil acesso a estudantes e população em geral.
O Centro apresenta diferentes tipos de espaços com funções múltiplas: o “Expositivo”, constituído por módulos demonstrativos de carácter permanente, assim como módulos de carácter temporário, o “Laboratorial“ no qual os visitantes poderão observar amostras de microrganismos vivos, bem como realizar atividades descritas em protocolos experimentais. Para além de um espaço destinado ao uso de tecnologias informáticas e à pesquisa de informação em Ciência e Tecnologia existe a “Cafetaria Termal” que demonstra as utilizações histórico-culturais das Nascentes Termais.
O Centro também promove a construção de uma cultura científica através de conferências e outras iniciativas de promoção cultural relacionadas com a ciência e com a sociedade, destinadas ao público em geral.
O Observatório Microbiano dos Açores é gerido pela Ponte Norte - Cooperativa de Ensino e Desenvolvimento da Ribeira Grande e integra a rede de Centros de Ciência dos Açores promovida pela Secretaria Regional do Mar, Ciência e Tecnologia.